# SCUMS
SCUMS（スカムズ）は、日本のヴィジュアル系バンドナイトメアの8枚目のオリジナルアルバムである。

## 概要
- 「mimic」「Deus ex machina」の再録が収録されている。[要出典]
- オリジナルアルバムとしては『NIGHTMARE』から1年2ヶ月振りのリリースである
- 3タイプ同時発売でAタイプには「ASSaulter」、Bタイプには「終わる世界の始まりは奇なり」のビデオクリップを収録したDVDが付属し、CタイプはCDのみであるが「BLACK OUT」と「BEHIND THE MASK」が収録されている。

## 収録曲

### type A/B
CD
1. My name is 'SCUM' 
 (作詞・作曲：咲人)
2. ASSaulter
 (作詞・作曲：咲人)
3. mimic
 (作詞・作曲：咲人)
4. riddle
 (作詞・作曲：RUKA)
5. 雨と夜に墜ちて
 (作詞・作曲：咲人)
6. DISSEMBLE
 (作詞：YOMI 作曲：Ni~ya)
7. ERRORs
 (作詞・作曲：柩)
8. 終わる世界の始まりは奇なり
 (作詞・作曲：RUKA)
9. Droid
 (作詞・作曲：咲人)
10. 404
 (作詞：RUKA 作曲：咲人)
11. I'm not
 (作詞・作曲：咲人)
12. Deus ex machina
 (作詞・作曲：RUKA)

DVD (A)
1. 「ASSaulter」 VIDEO CLIP収録

DVD (B)
1. 「終わる世界の始まりは奇なり」 VIDEO CLIP収録

### type C
CD
1. My name is 'SCUM' 
 (作詞・作曲：咲人)
2. ASSaulter
 (作詞・作曲：咲人)
3. mimic
 (作詞・作曲：咲人)
4. riddle
 (作詞・作曲：RUKA)
5. 雨と夜に墜ちて
 (作詞・作曲：咲人)
6. DISSEMBLE
 (作詞：YOMI 作曲：Ni~ya)
7. ERRORs
 (作詞・作曲：柩)
8. 終わる世界の始まりは奇なり
 (作詞・作曲：RUKA)
9. Droid
 (作詞・作曲：咲人)
10. 404
 (作詞：RUKA 作曲：咲人)
11. I'm not
 (作詞・作曲：咲人)
12. Deus ex machina
 (作詞・作曲：RUKA)
13. BLACK OUT
 (作詞：YOMI 作曲：咲人)
14. BEHIND THE MASK
 (作詞・作曲：RUKA)

## 参加ミュージシャン
- TOHRU TOMIYASU - Drums Tuner
- TOY_BOY - Keyboards
- Toshimichi Isoe - Manipulator
- Takayuki Kato - Manipulator
- SHINOBU (Creature Creature、The LEGENDARY SIX NINE)- Manipulator
- TAKAYUKI KURIHARA - Manipulator、Recording Director

## 参考・出典
1. ↑  “SCUMS(typeC) | ナイトメア”. ORICON NEWS. 2020年10月23日閲覧。